# Вја дељи Артиђани (Комо)
Вја дељи Артиђани је насеље у Италији у округу Комо, региону Ломбардија.
Према процени из 2011. у насељу је живело 41 становника. Насеље се налази на надморској висини од 298 м.